# Paysandú (ville)
Pour les articles homonymes, voir Paysandú (homonymie).
Paysandú est une ville d'Uruguay, siège d'une municipalité, et la capitale du département de Paysandú. Elle est située à l'ouest du pays, à 335 km au nord-ouest de Montevideo. 
En 2004, sa population s'élève à 77 272 habitants, ce qui en fait la quatrième ville du pays.

## Géographie
Paysandú est bâti — selon un plan hippodamien — sur la rive gauche (est) du fleuve Uruguay, dont le cours inférieur marque la frontière entre l'Argentine et l'Uruguay. Au nord-ouest de la ville, le pont Général-Artigas franchit le fleuve et une route l'empruntant relie Paysandú à la toute proche ville de Colón, en Argentine, située sur la rive droite.

## Histoire
Paysandú est créé par les Espagnols dès le début de la colonisation pour avoir un poste avancé proche du Brésil, alors colonie portugaise. Paysandú est élevée au rang de ville (ciudad) le 8 juin 1863 et en 1865, elle est surnommée « Paysandú l'Héroïque » (« Heroica Paysandú ») parce que sept cents habitants (les personnes qui ne pouvaient combattre avaient été évacuées auparavant), dirigés par le général Leandro Gómez, ont résisté pendant deux mois aux assauts du général – et futur dictateur – Venancio Flores et de ses alliés brésiliens, avant de céder le 2 janvier 1865, reddition qui se solda par la mort ou l'emprisonnement des survivants,.

Le siège de Paysandú et ses destructions.
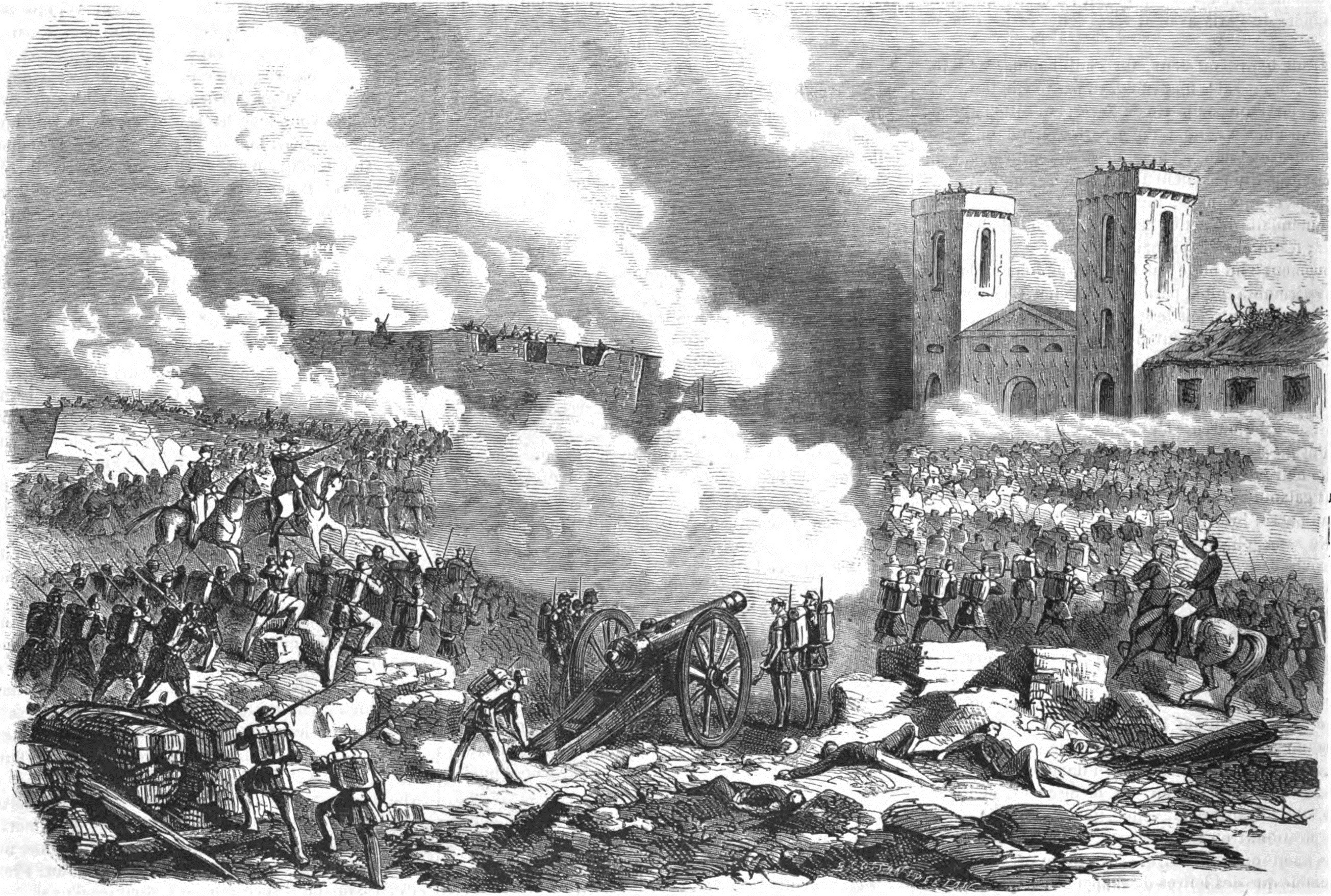
Campagne de l'Uruguay, prise de Paysandu. — D'après un croquis de notre correspondant spécial., gravure publiée par L'Illustration, numéro 1 151.
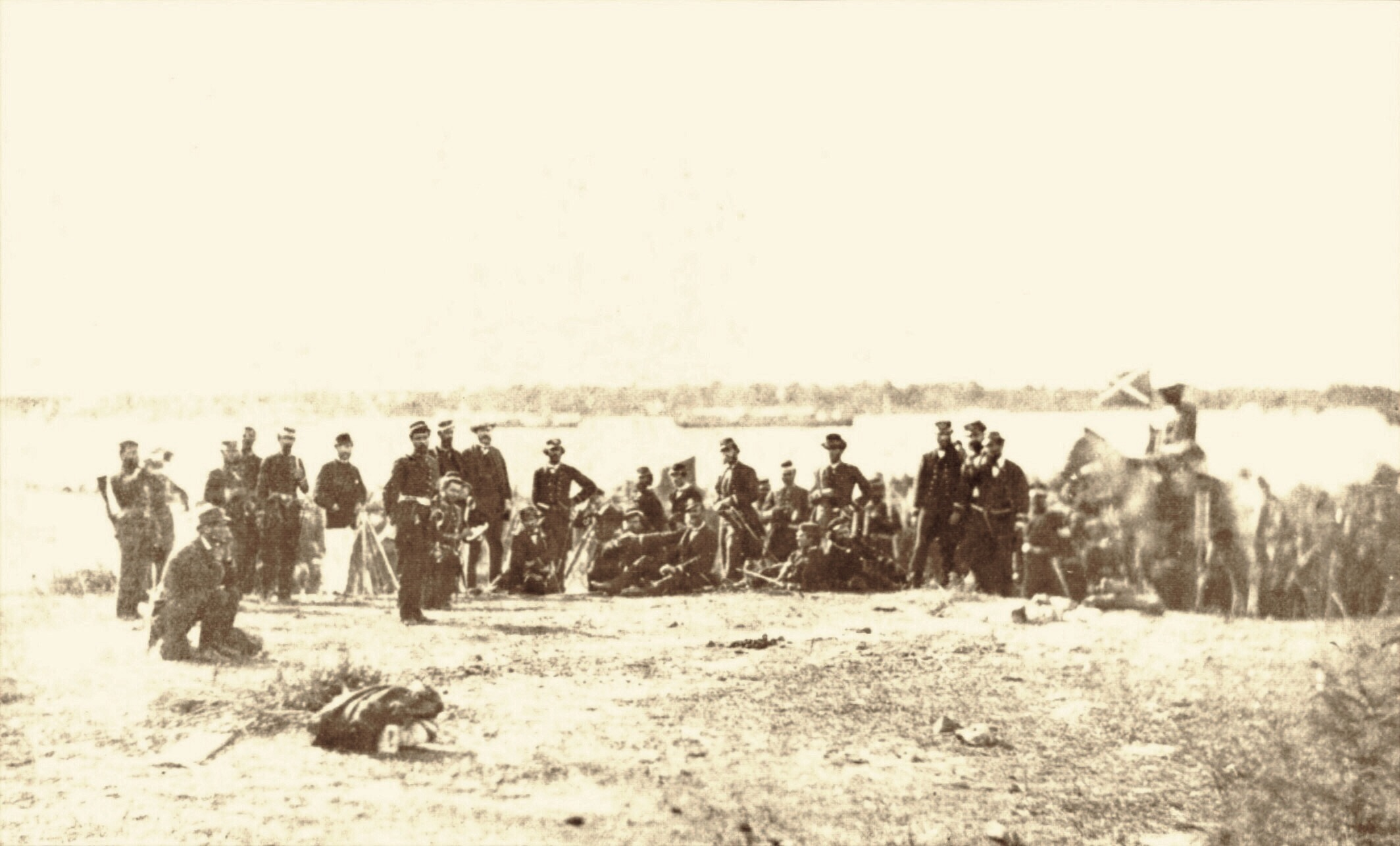
Troupe de militaires brésiliens (soldats et marins) durant le siège de Paysandú.
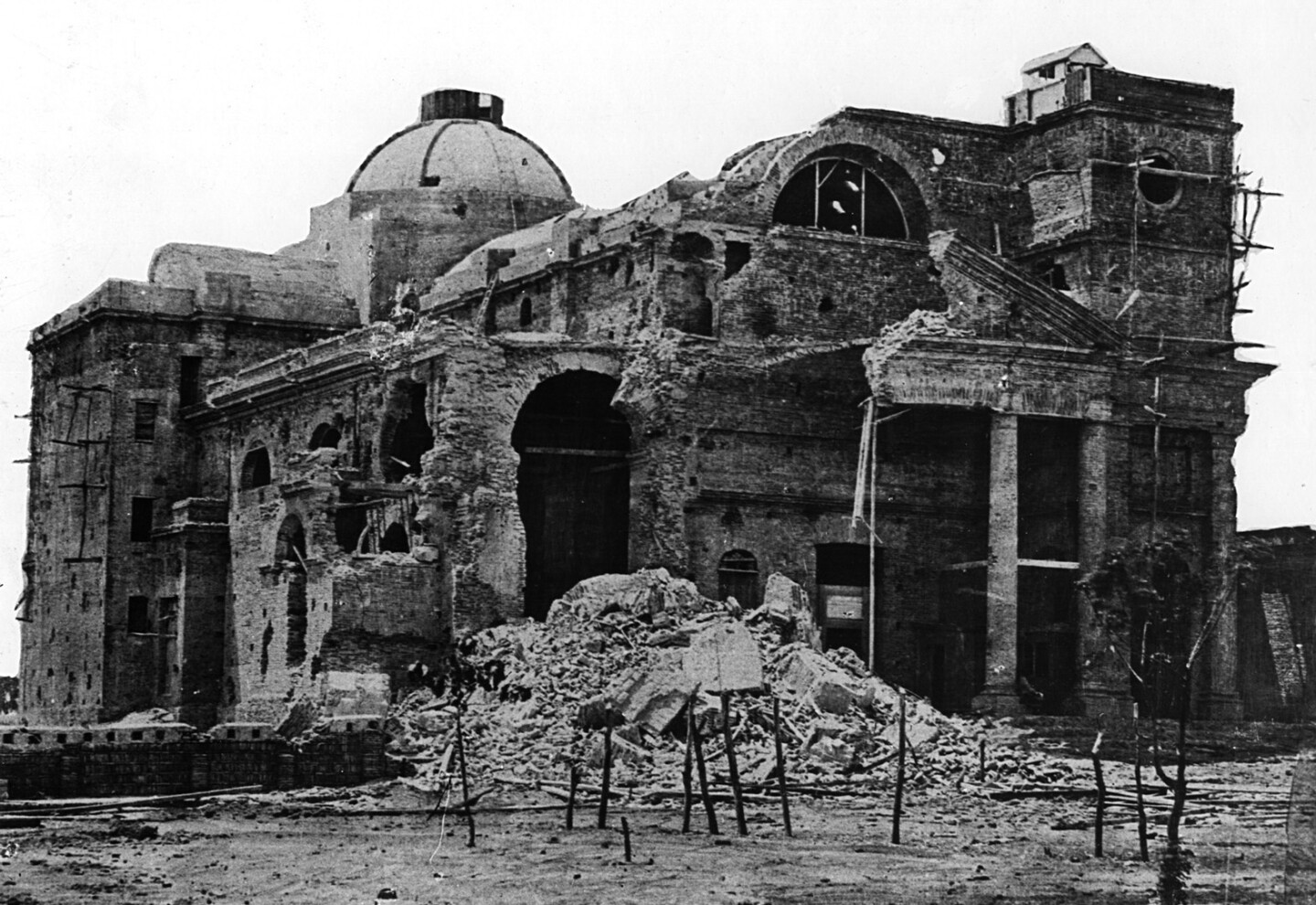
Basilique Notre-Dame-du-Rosaire et Saint-Benoît-de-Palerme (es) de Paysandú, sévèrement endommagée par les bombardements brésiliens.
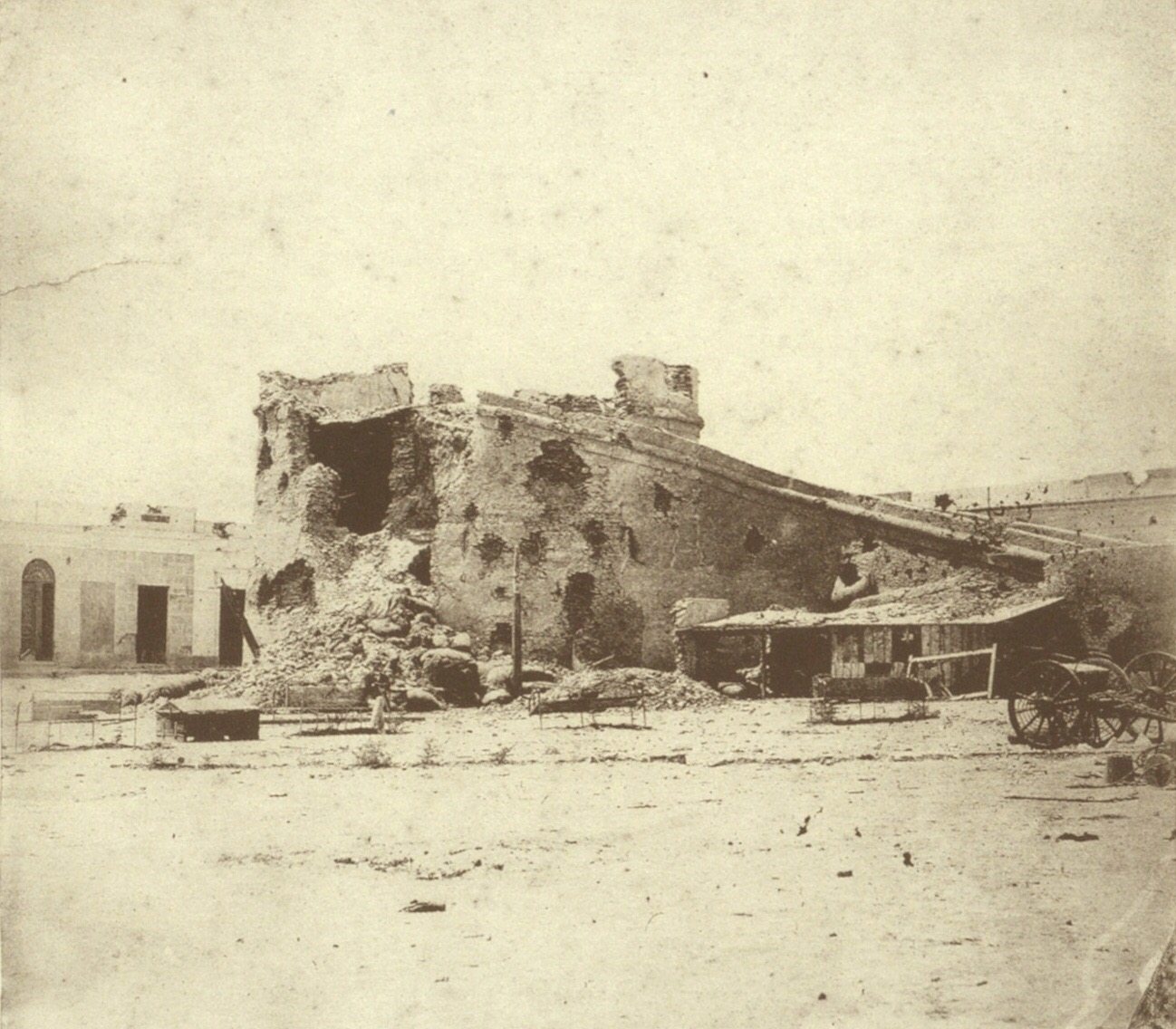
Vestiges de la forteresse de Paysandú (Forte Sebastopol), après sa conquête.

## Population
Sa population urbaine est de 77 272 habitants en 2004.
| Année | Population |
| ----- | ---------- |
| 1963  | 52 491     |
| 1975  | 62 199     |
| 1985  | 68 466     |
| 1996  | 74 568     |
| 2004  | 77 272     |

## Économie

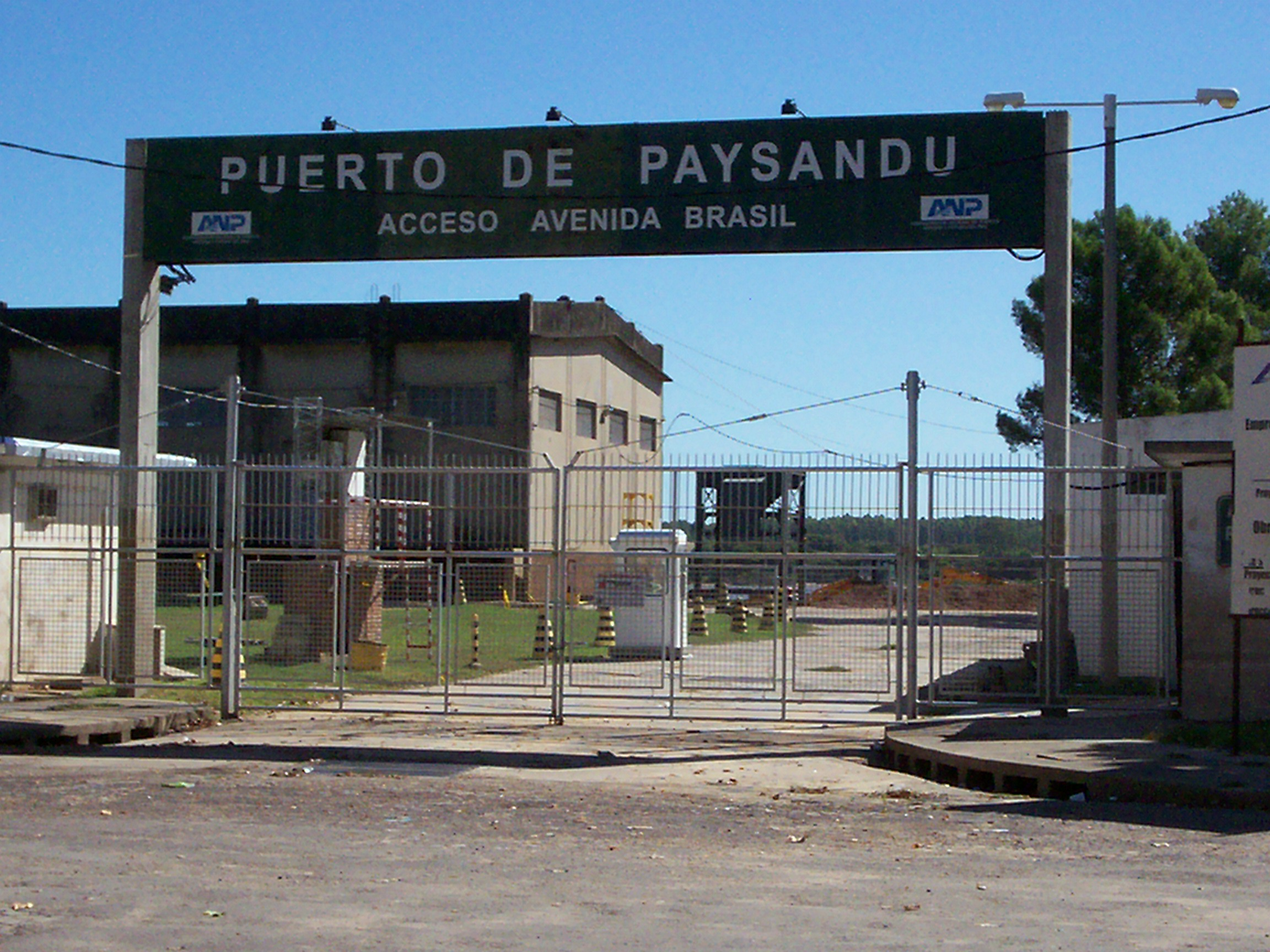
Entrée du port de Paysandú en 2011.

Paysandú est l'un des principaux centres industriels et commerciaux d'Uruguay. Les principales entreprises se consacrent à la production de tissus de laine, au travail du cuir, à la fabrication de bière, de ciment et à la transformation des agrumes. Riveraine du fleuve Uruguay, un port s'y trouve également. 

## Sport
Le Paysandú FC est un club de football participant au championnat d'Uruguay de football.

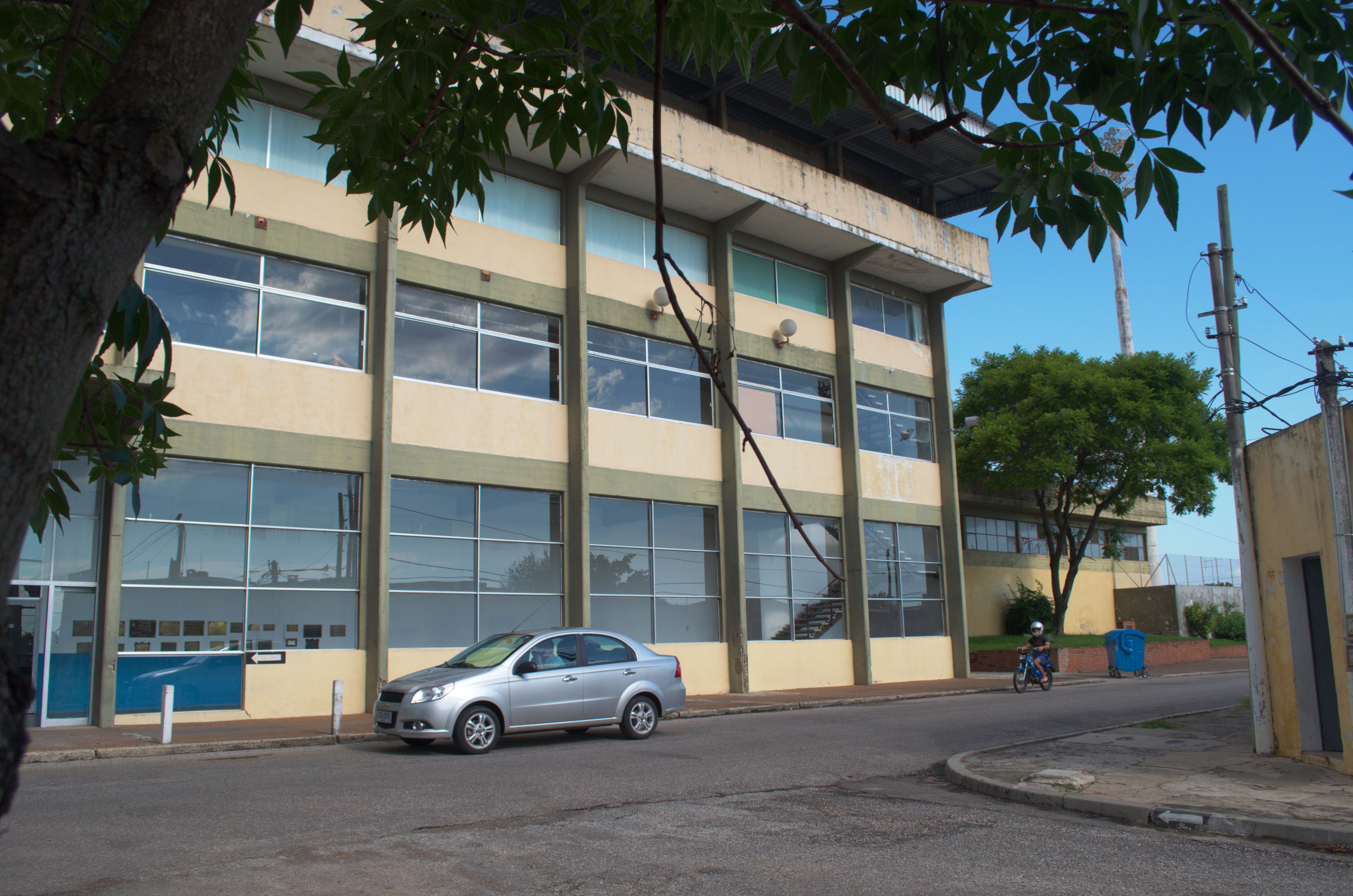
Façade du stade Parque Artigas, qui a été modernisé pour la Copa América de 1995.
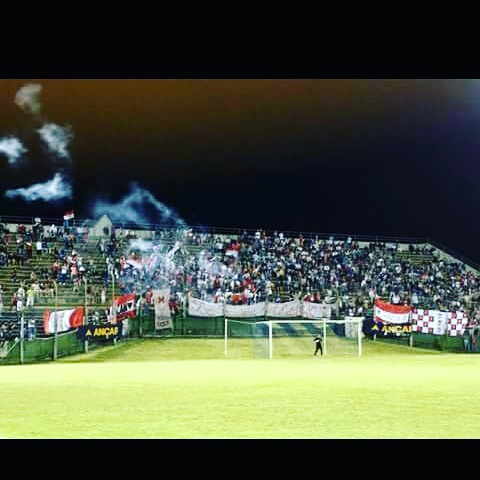
Le terrain de football et une tribune du stade, un jour de rencontre.

Le Yacht Club Paysandú, un club nautique fondé en 1945, est installé au bord du vaste plan d'eau qu'offre le large fleuve Uruguay.

## Personnalités nées à Paysandú
- Leonardo "Leoni" Franco (1942-2015), musicien, compositeur et guitariste.
- Reinaldo Gargano (1934-2013), homme politique.
- Jorge Washington Larrañaga Fraga (1956- ), avocat et homme politique.
- Clotilde Luisi (1882-1969), avocate et militante féministe, doyenne d'université.

Sportifs
- Egidio Arévalo (1982-), joueur de football.
- Walter Gargano (1984-), joueur de football.
- Nicolás Lodeiro (1989-), joueur de football.
- Sebastián Quintana (1983-), joueur de football uruguayen naturalisé qatari.
- Maximiliano Gómez González (1996-), joueur de football.
- Marcelo Saracchi (1998-), joueur de football.

## Galerie de photographies

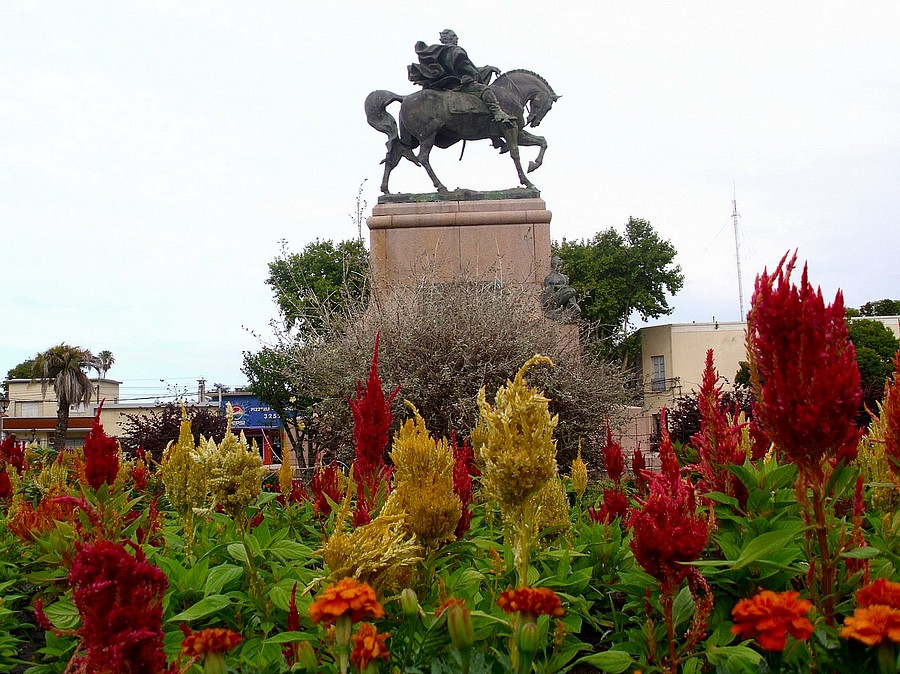
Monument et statue équestre en l'honneur de José Gervasio Artigas, sur la place Artigas.
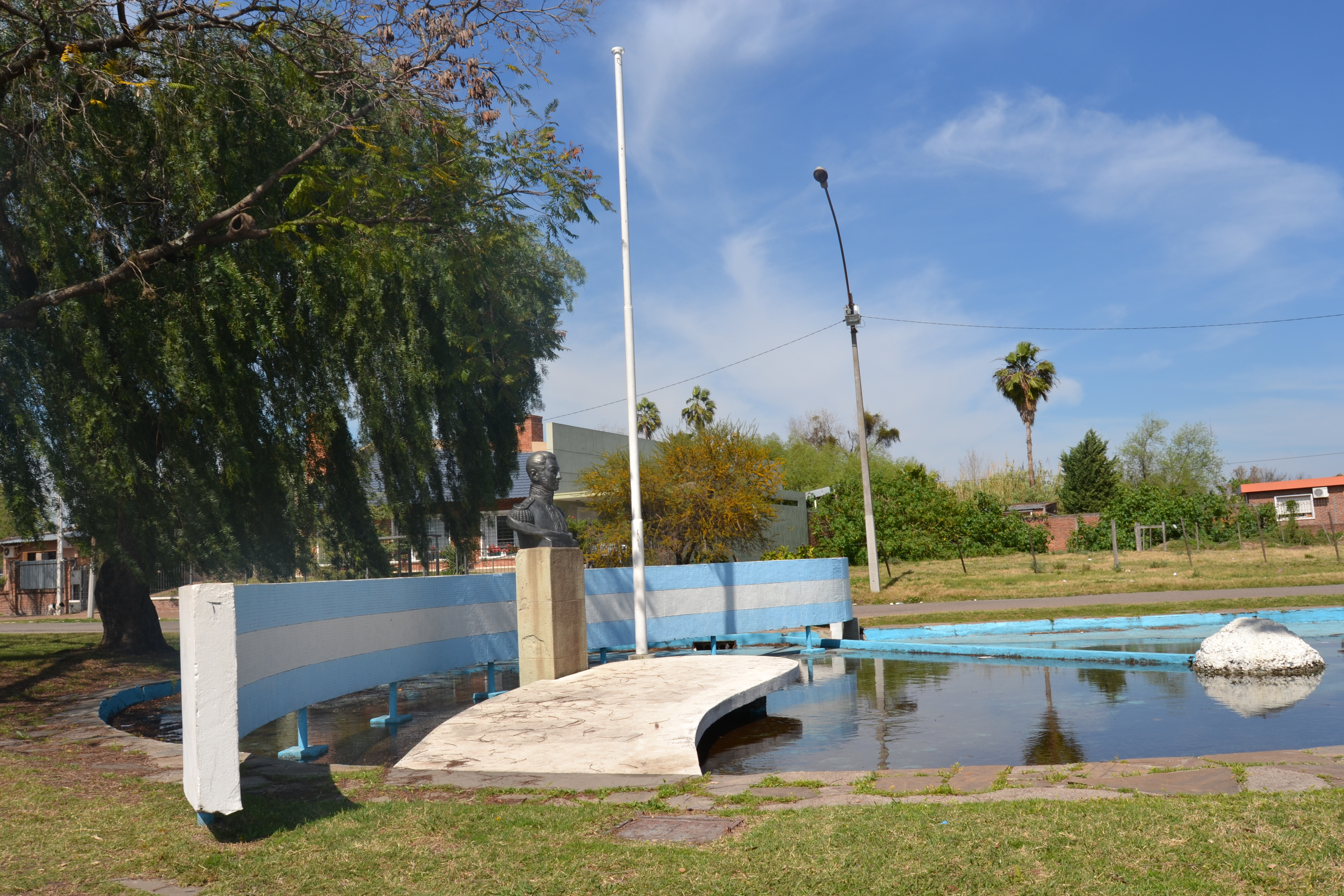
Monument et buste en l'honneur de José de San Martín.
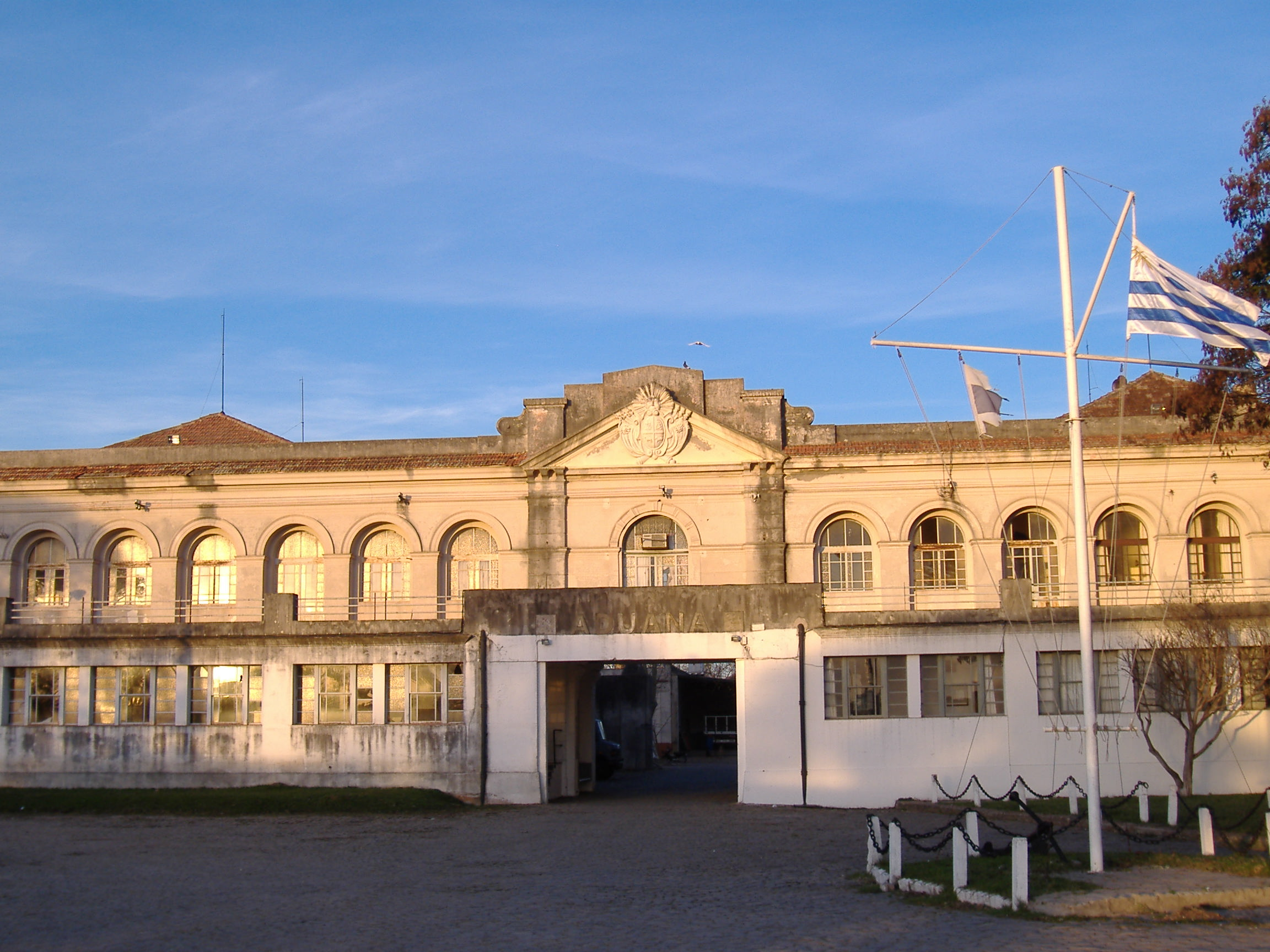
Ancien bâtiment des douanes.
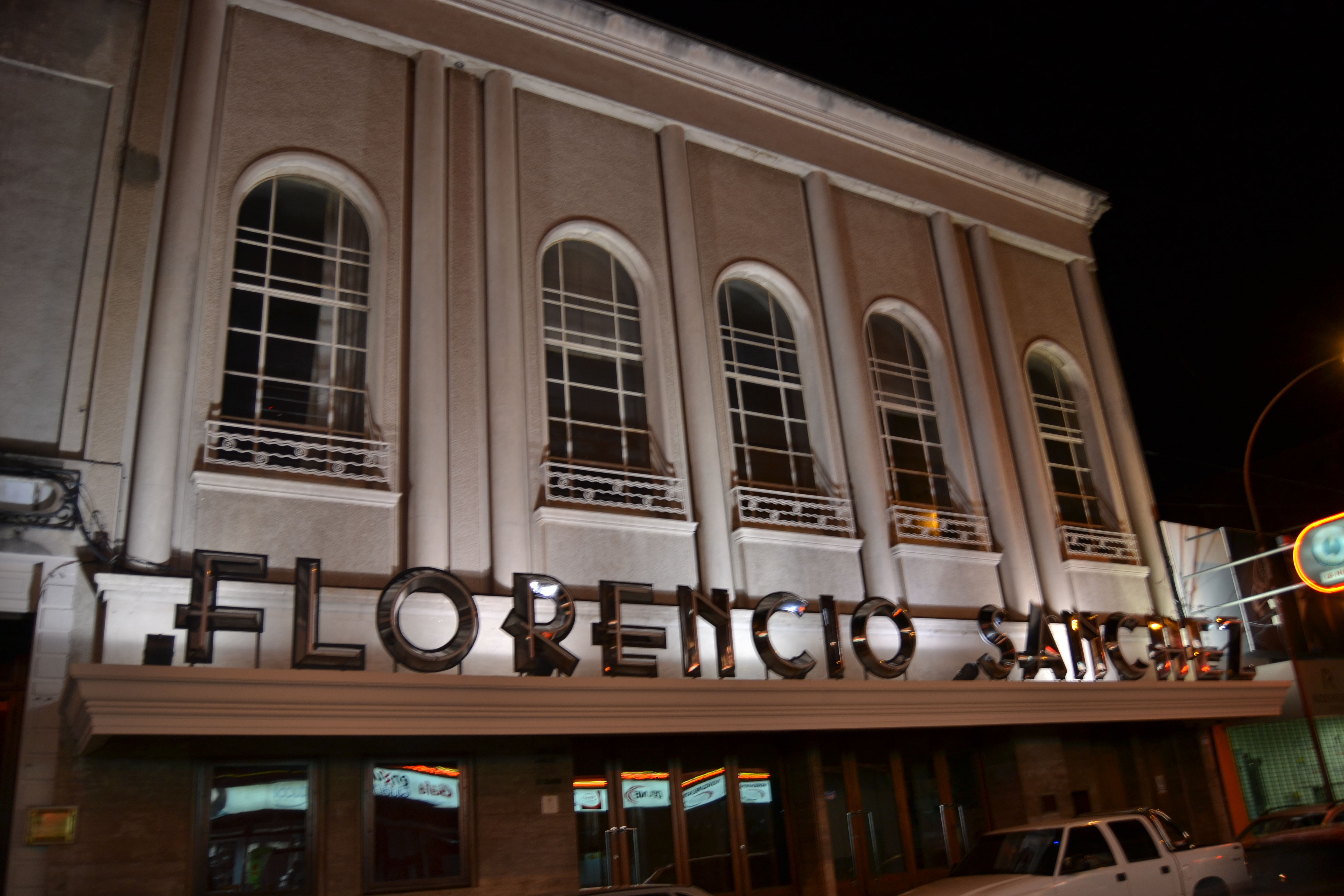
Le théâtre Florencio-Sánchez.
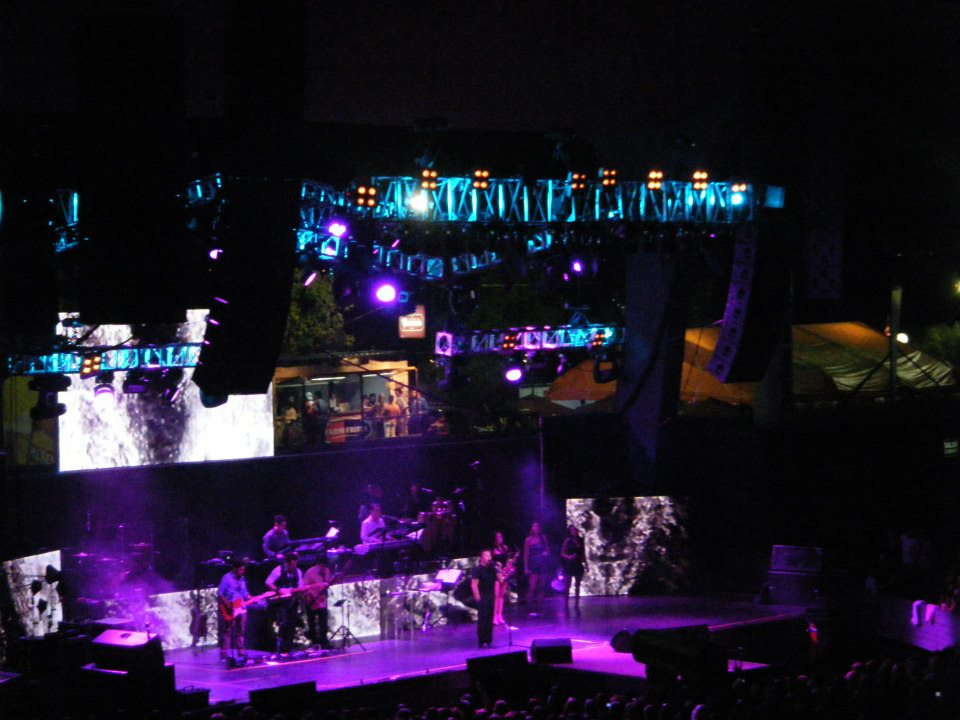
En septembre 2015, concert en plein air dans l'amphithéâtre (es), près de la rive du fleuve Uruguay.
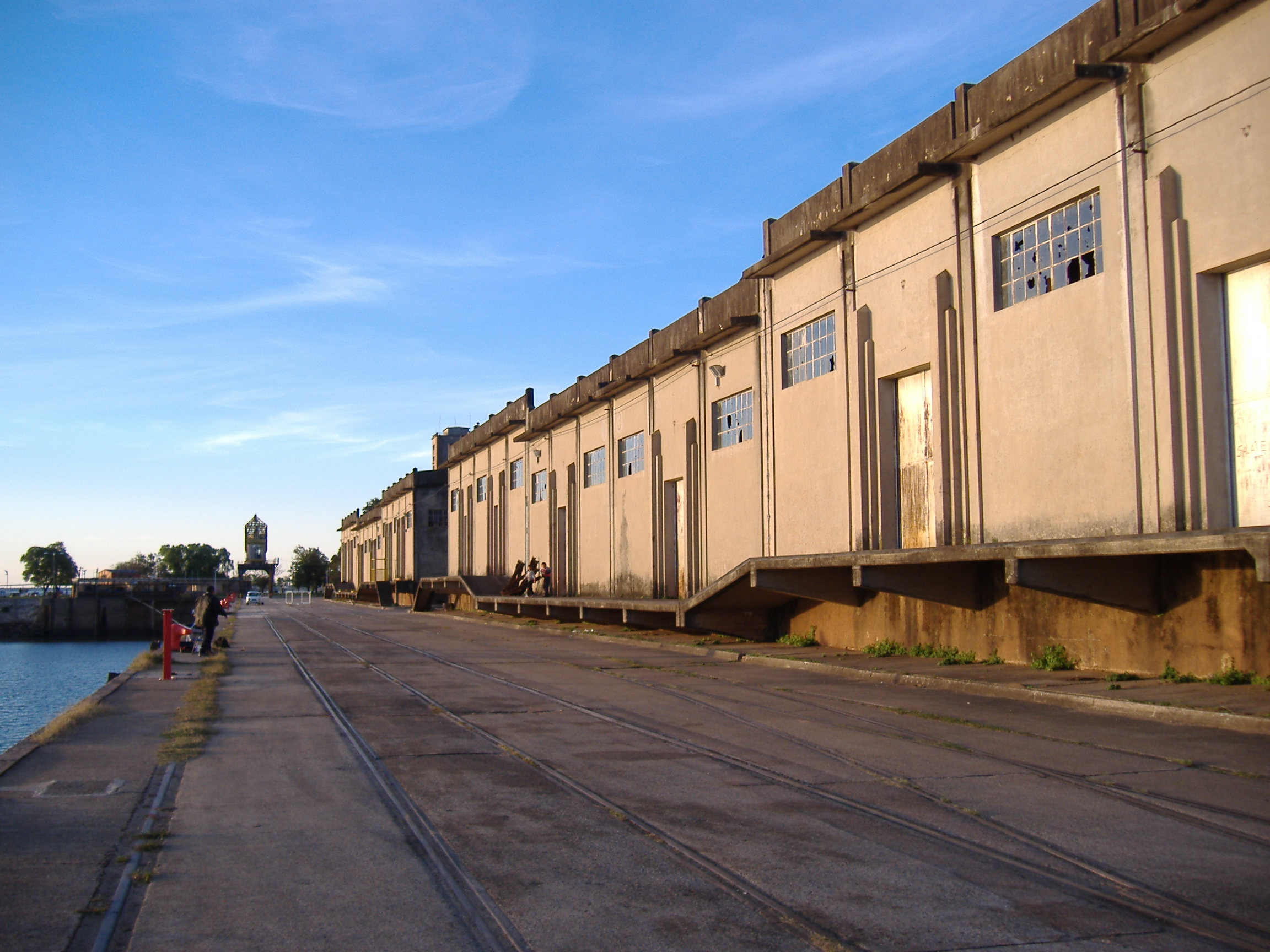
Le port de Paysandú.

## Relations internationales

### Jumelages
La ville de Paysandú est jumelée avec les villes suivantes :
- Hellín (Espagne)
- Muscatine (États-Unis)
- Es-Semara (République arabe sahraouie démocratique)[7]